# Gurdaspur
Gurdaspur – miasto w Indiach, w stanie Pendżab. W 2011 roku liczyło 81 448 mieszkańców.